# Casey Stoney
Casey Jean Stoney (Basildon, 13 maggio 1982) è un'allenatrice di calcio ed ex calciatrice britannica, di ruolo difensore.
Nella sua lunga carriera da calciatrice ha vestito la maglia della nazionale inglese e della nazionale britannica, durante il torneo femminile ai Giochi della XXX Olimpiade.

## Biografia
È fidanzata dal dicembre 2013 con la calciatrice Megan Harris, di cui è anche stata compagna di squadra ai Lincoln Ladies, insieme hanno avuto due figli, gemelli . Il 10 febbraio 2014 ha fatto coming out dichiarando di essere lesbica.

## Carriera

### Calciatrice

#### Nazionale
Ha esordito in nazionale con maglia dell'Inghilterra il 16 agosto 2000, giocando contro la Francia. Da allora ha totalizzato 116 presenze, mettendo a segno 3 reti.
Nel 2012 ha rappresentato la Gran Bretagna ai Giochi olimpici di Londra 2012. Durante in torneo ha collezionato 5 presenze e realizzato una rete contro il Camerun.

### Allenatrice
Nel giugno del 2018 è stata nominata allenatrice della squadra femminile del Manchester United, incarico che ha mantenuto per tre stagioni portando le Red Devils a conquistare la FA Women's Super League al termine della stagione 2018-2019.
Il 14 luglio 2021 Stoney venne annunciata come tecnico del San Diego Wave nella sua stagione inaugurale in National Women's Soccer League, quella del 2022, guidando la squadra statunitense fino al discusso esonero dell'estate 2024.

## Palmarès

### Calciatrice

#### Club
- FA Women's Premier League National Division: 2

2000-2001, 2001-2002
- FA Women's Cup: 2

2000-01, 2004-05
- FA Women's Premier League Cup: 4

1999-00, 2000-01, 2003-04, 2005-06

#### Individuale
- FA International Player of the Year Award: 1

2007-08

### Allenatrice

#### Club
- Campionato inglese di seconda divisione: 1

Manchester United: 2018-2019